# Peugeot D3 et D4
Pour les articles homonymes, voir Peugeot, D3 et D4.
Les Peugeot D3 et Peugeot D4 sont des camionnettes, de conception Chenard et Walcker, fabriquées pour Peugeot à 75 881 exemplaires d'octobre 1950 à 1965.

## Historique
Sa carrosserie monocoque à cabine avancée est issue de la camionnette CPV Chenard et Walcker à traction avant de 1947. En contrepartie de la fourniture du moteur des Peugeot 203pour le fourgon Chenard et Walcker, celui-ci s'appelle D3 quand il est distribué par le réseau Peugeot. En 1955, le D3 devient D4 avec un moteur de Peugeot 403, et une boite de vitesses à 4 rapports. Dans tous les cas, le moteur en porte-à-faux avant est placé longitudinalement devant la boîte de vitesses et la suspension est à quatre roues indépendantes.

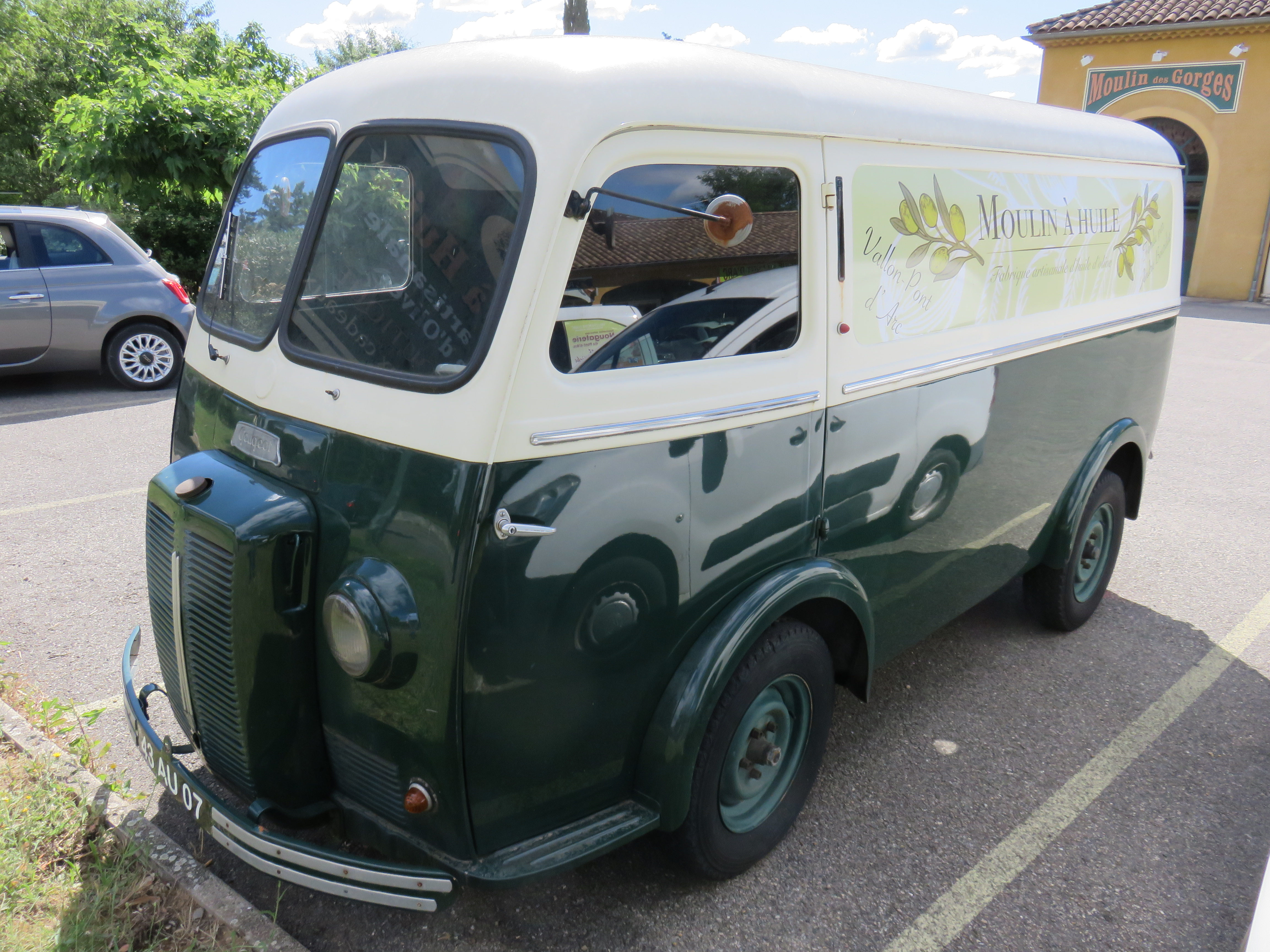
Camionnette D3A vue de 3/4 avant
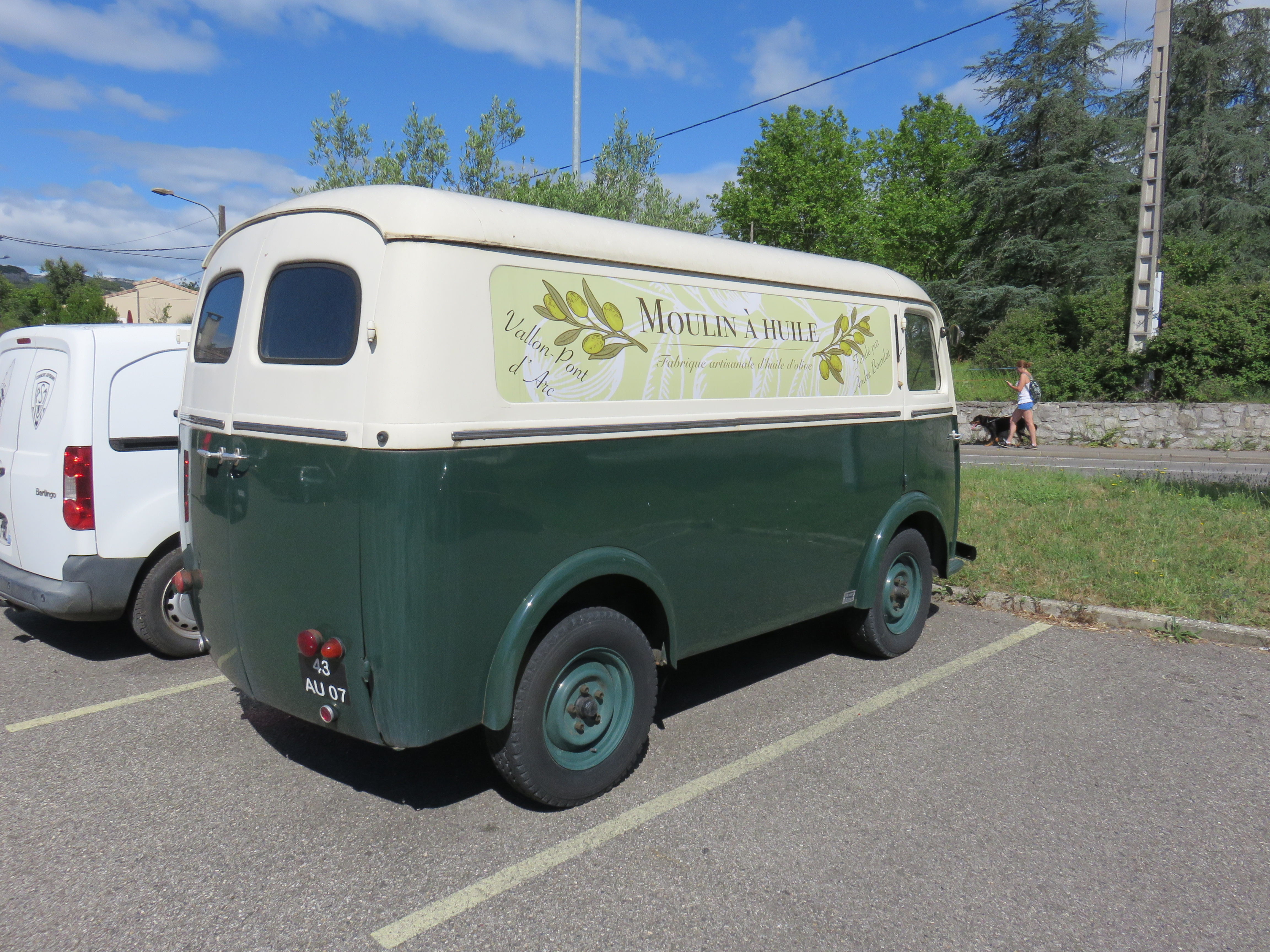
Camionnette D3A vue de 3/4 arrière
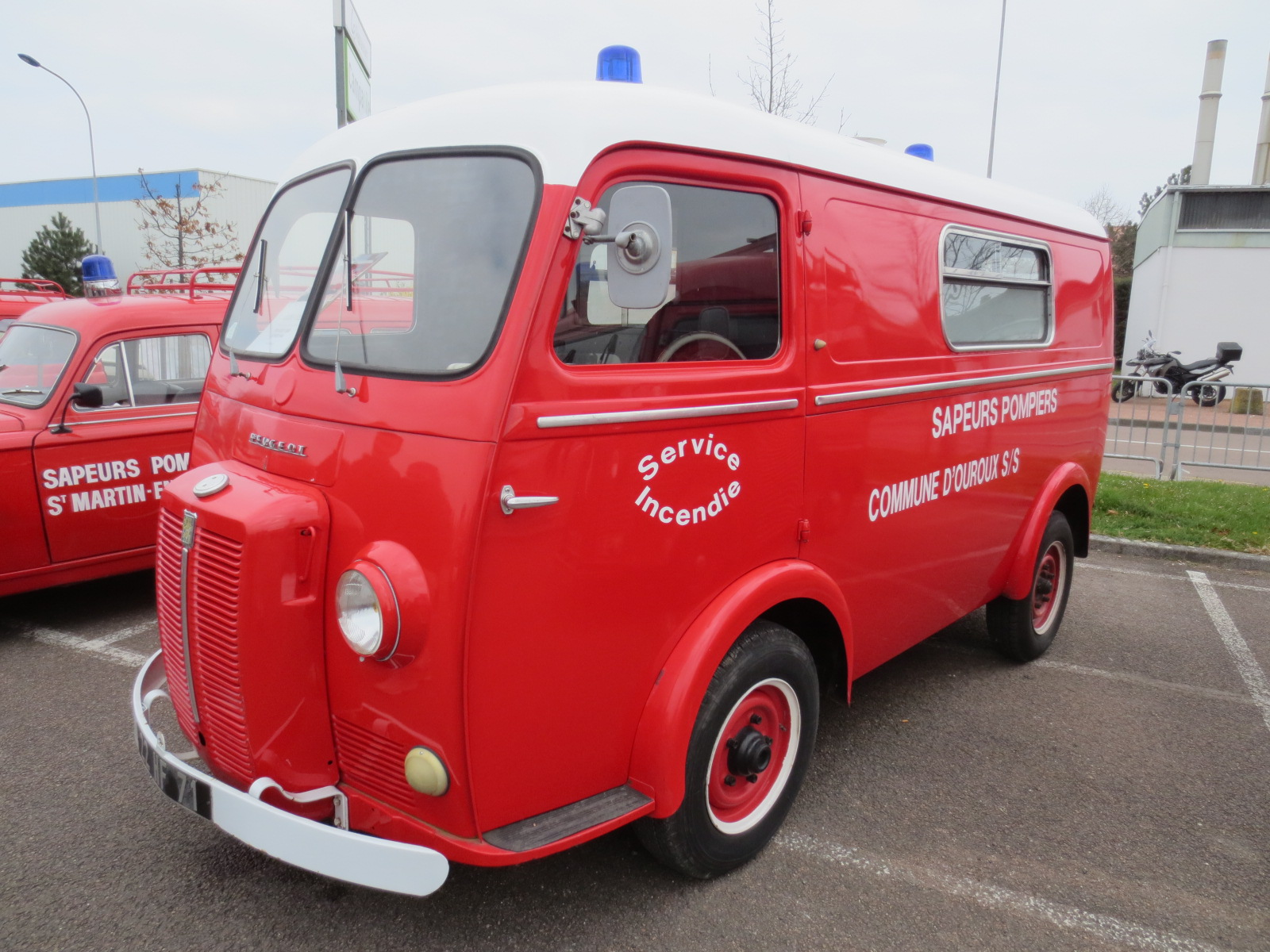
Ambulance de Sapeurs Pompiers

Les D3 et D4 ont existé dans les variantes : fourgon tôlé, minibus, ambulance, bétaillère et van pour chevaux - par l'entreprise Théault à Avranches notamment. La camionnette Peugeot fut aussi utilisée par La Poste comme minibus pour le transport des facteurs et par la Police pour le contrôle ambulant.

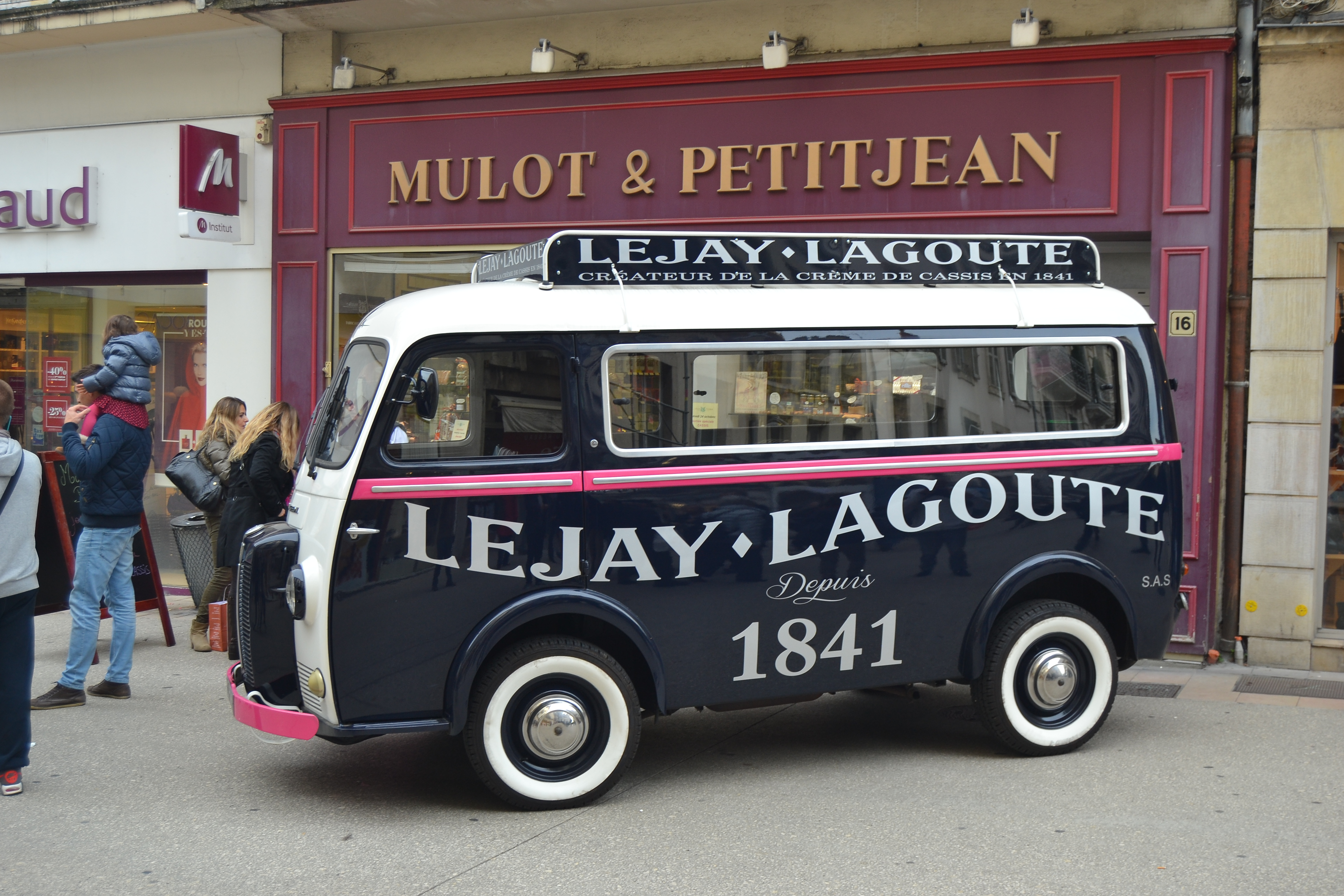
Décoration publicitaire d'une liqueur dijonnaise
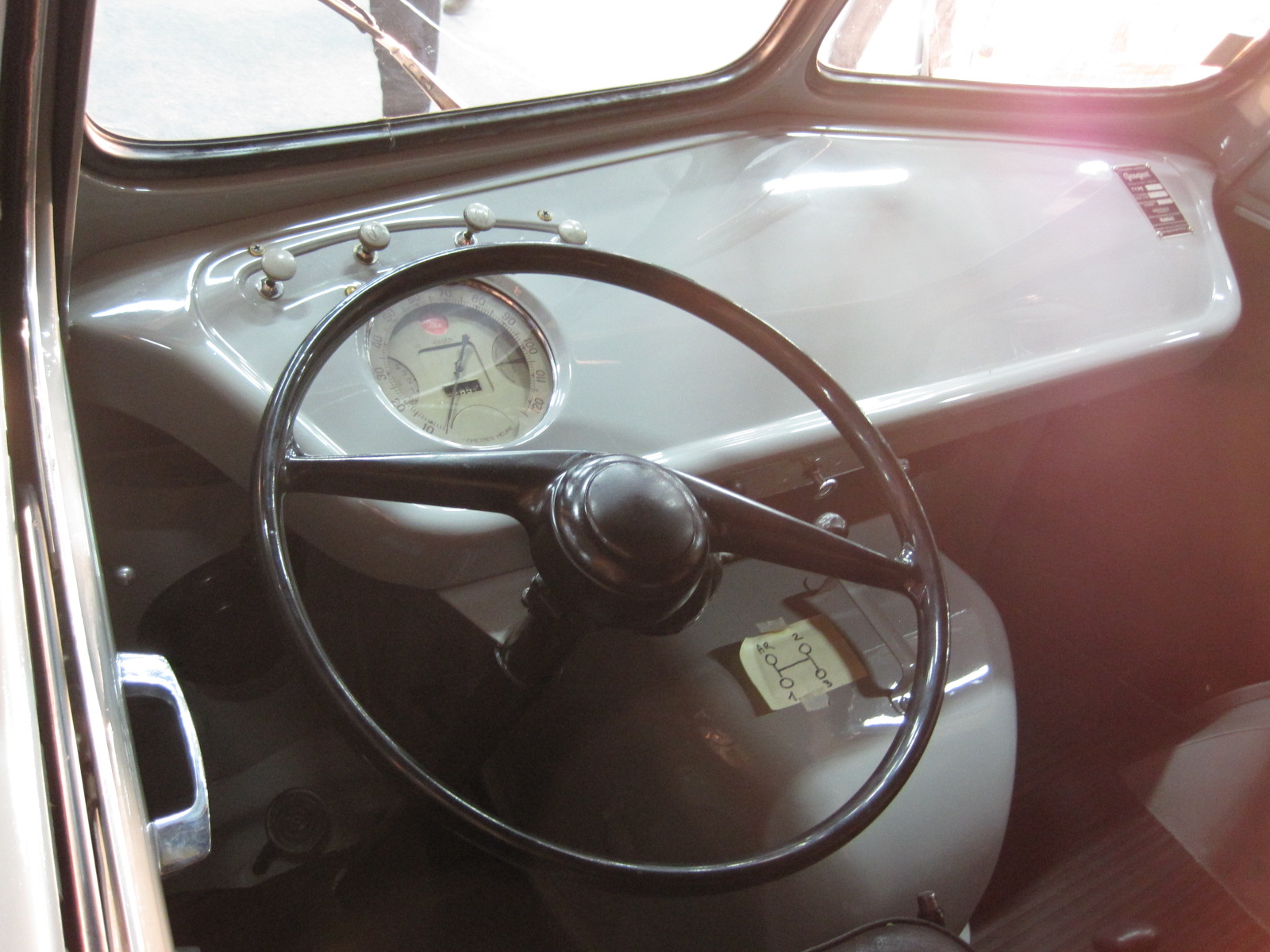
Tableau de bord de D3A
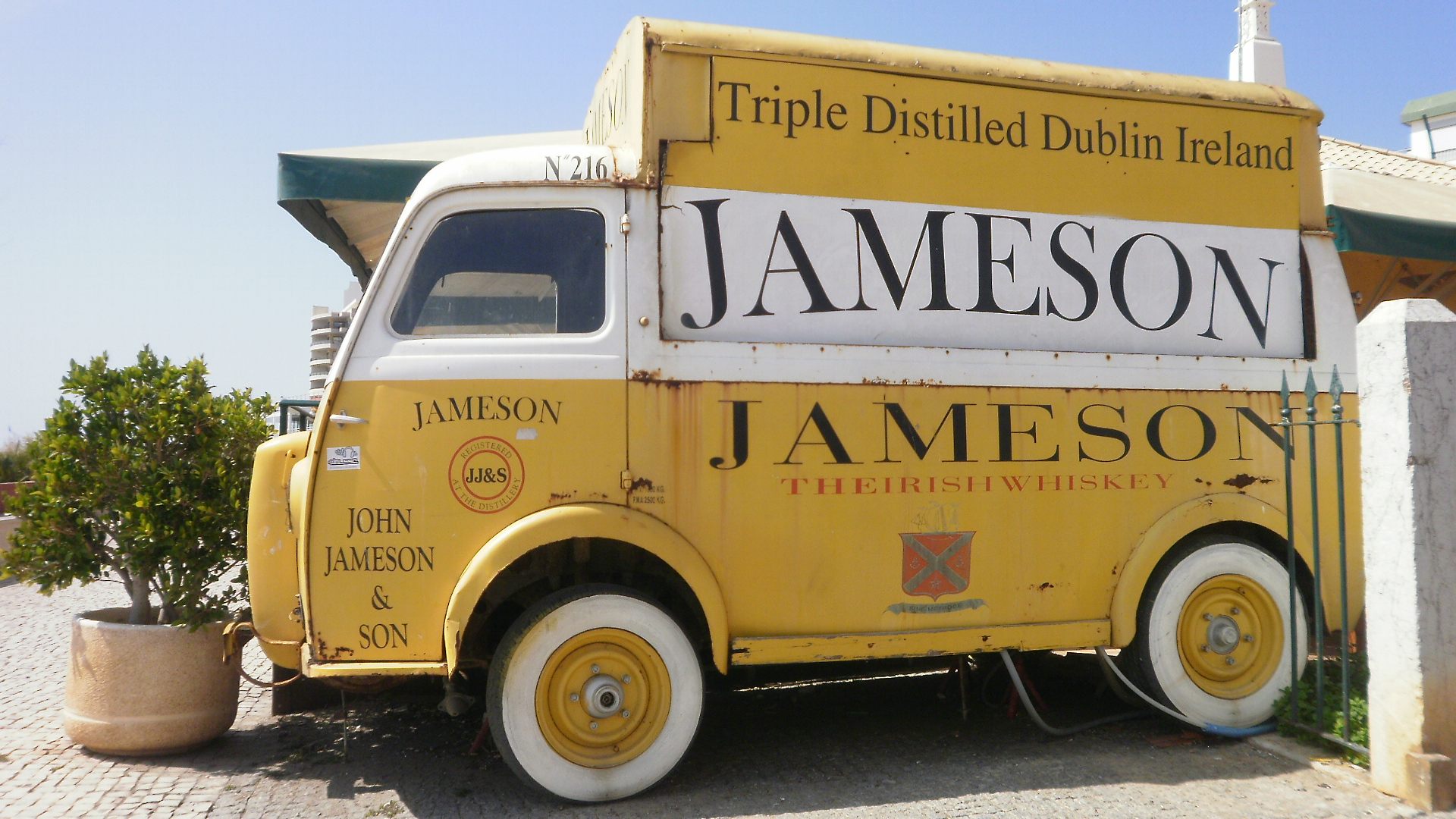
Décoration publicitaire d'une distillerie

Concurrents des Renault 1 000 kg et Citroën Type H, les D3 et D4 étaient souvent appelés aussi « Nez de cochon » à cause de leur calandre en saillie, caractéristique nécessaire pour loger longitudinalement le moteur Peugeot, qui était plus long que le moteur bi-cylindres deux temps Chenard et Walcker d'origine.
En 1965, le D4B sera remplacé par le Peugeot J7.

## Évolution

### Chenard et Walcker
- Juin 1946 : Chenard et Walcker CHV, de 1 500 kg de charge utile, à moteur bicylindre à plat deux temps 1 021 cm3, de 26 ch, refroidi par eau.

- Avril 1947 : Chenard et Walcker CPV, à moteur Peugeot 202, de 30 ch.

- Octobre 1950 : Chenard et Walcker CP3, à moteur Peugeot 203, de 32 ch.

- Janvier 1951 : Arrêt du Chenard et Walcker CP3.

### Peugeot
- Octobre 1950 : Peugeot D3A, avec moteur de 203, carburateur différent, et limiteur de régime (reconnaissable à la calandre saillante en nez de cochon).

- Juillet 1952 : Peugeot D3A à moteur 40 ch (reconnaissable aux ouïes de refroidissement supplémentaires à l'avant[6]).

- Février 1953 : Adjonction d'un siège passager.

- Août 1955 : Peugeot D4A avec le moteur 45 ch de la 403 (sauf culasse de 203) et boite de vitesses à 4 rapports (reconnaissable aux deux baguettes sur le pare-chocs avant et ses trois bandes verticales sur la calandre[7].). Possibilité d'une porte latérale coulissante.

- Octobre 1959 : Peugeot D4AD à moteur Diesel TMD Indenor à cinq paliers.

- Modèles 1960 : Nouvelle inscription Peugeot à l'avant, disparition des baguettes sur le pare-chocs avant et une seule baguette sur la calandre[7].

- Janvier 1960 : Peugeot D4B (55 ch) et D4BD (reconnaissables aux moyeux de roue avant coniques).

- Janvier 1961 : Apparition de clignotants à l'avant et à l'arrière.(suppression des flèches)

- Modèles 1961 : Nouvelles moulures de caisse plates.

- Mai 1963 : Diminution du nombre d’ouïes de refroidissement de la calandre[7]..

- Juin 1964 : Suppression de l'écusson avec le Lion à l'avant[7]..
- Mai - Juin 1965 : Fin de production